# 大渡橋 (利根川)
大渡橋（おおわたりばし）は、群馬県前橋市総社町総社と同岩神町の間の利根川に架かる群馬県道6号前橋箕郷線（上毛三山パノラマ街道）の橋で、日本百名橋に選ばれた。
今日の橋は3代目にあたり、左岸側には萩原朔太郎の詩碑、右岸側には緑地がある。

## 歴史
江戸時代、江戸防衛のため利根川に橋は架けられず、川を渡るには番所のある所で渡らなければならなく、現在の大渡橋の約1000ｍ下流に「大渡りの渡し」があった。安政5年（1858年）に架橋の悲願が実り、永井長次郎設計による幅3間（5.5 ｍ）、長さ67間（122 m）の刎橋構造を持つ太鼓橋、万代橋が架けられた。橋の渡り賃は一人5文、人馬は9文であった。しかし、文久3年（1863年）8月9日に暴風雨により流失してしまう。
明治元年（1868年）、竪町の大津屋八右衛門が大工安五郎に大渡の舟橋を最初に架けさせた。舟橋は水量による通行制限や増水時の切外し、復旧等の不便を強いられた。1879年（明治12年）曲輪橋（現在の群馬県庁南、1874年（明治7年）に舟橋として架橋）が全体を木橋に替えられ、同年就安橋（現在の南部大橋付近）に木橋が架けられた後、1885年（明治18年）には近代橋の利根橋が下流に架けられた。
1921年（大正10年）初代となる大渡橋（長さ277間5分（505 m）三連鋼曲弦トラス橋）が架けられ、萩原朔太郎は『郷土望郷詩』で題材とした。
1943年（昭和18年）にRCゲルバー桁橋に架け替えられた。この橋はカスリン台風により一部が流失し、その箇所を鋼トラス桁を使用して復旧した。
1988年（昭和63年）10月今日の橋となった。

## 周辺
- 敷島公園
- 利根川敷島緑地
- 石橋公園
- 大渡自動車学校
- 群馬森林管理署
- 遠見山古墳
- 前橋少年鑑別所
- 前橋市水道局
- 前橋市立岩神小学校

## 隣の橋
- 利根川

新坂東橋 - 上毛大橋 - 大渡橋 - 中央大橋 - 群馬大橋 - （下流）